# Solveig
Plus fréquemment orthographié Solveig, plus rarement Solvej, Sólveig, Solveigh, Solweg, Solweig ou Solvejg, ce prénom féminin d'origine scandinave se prononce /sûːɽvæɪ/ en norvégien, /sǔːlvɛj/ en suédois, mais aussi /sul.vɛj/ ou /ʃul.wɛj/ dans d'autres pays scandinaves. Enfin, il se prononce /sɔl.vɛɡ/ dans les pays francophones. Il se rencontre essentiellement au Danemark, en Norvège et en Islande. Le prénom est aussi connu en Allemagne et en France, bien que notablement plus rare.

## Étymologie
Le prénom se divise en deux parties : chacune de ces syllabes a une étymologie incertaine qui prête à théories. Si en norvégien moderne, Solveig signifie le chemin du soleil (Sólveig), le sens ancien est moins clair : Sǫlveig signifie « la querelle dans la maison » ou « la force du Soleil » , ce qui correspondrait au profil de la douce Solveig, dans Peer Gynt.
- Sol- :
  - Vieux norrois salr : la maison, le skalli, le chez-soi ;
  - Vieux norrois sól : le soleil ;
  - Vieux norrois sölr  : couleur soleil, jaune ;
- -veig :
  - Vieux norrois veig : la force ;
  - Vieux norrois víg : bataille, conflit, querelle ;
  - Vieux norrois vígja : botter les fesses ;
  - Vieux norrois väg : le chemin.

## Formes
- Norvège : Solveig
- Suède : Solveig, Solvei, Solvig
- Danemark : Solveig, Solweig, Solvej, Solvejg, Sølveig
- Islande : Sólveig, Salveig

## Célébrités

### Prénom de naissance

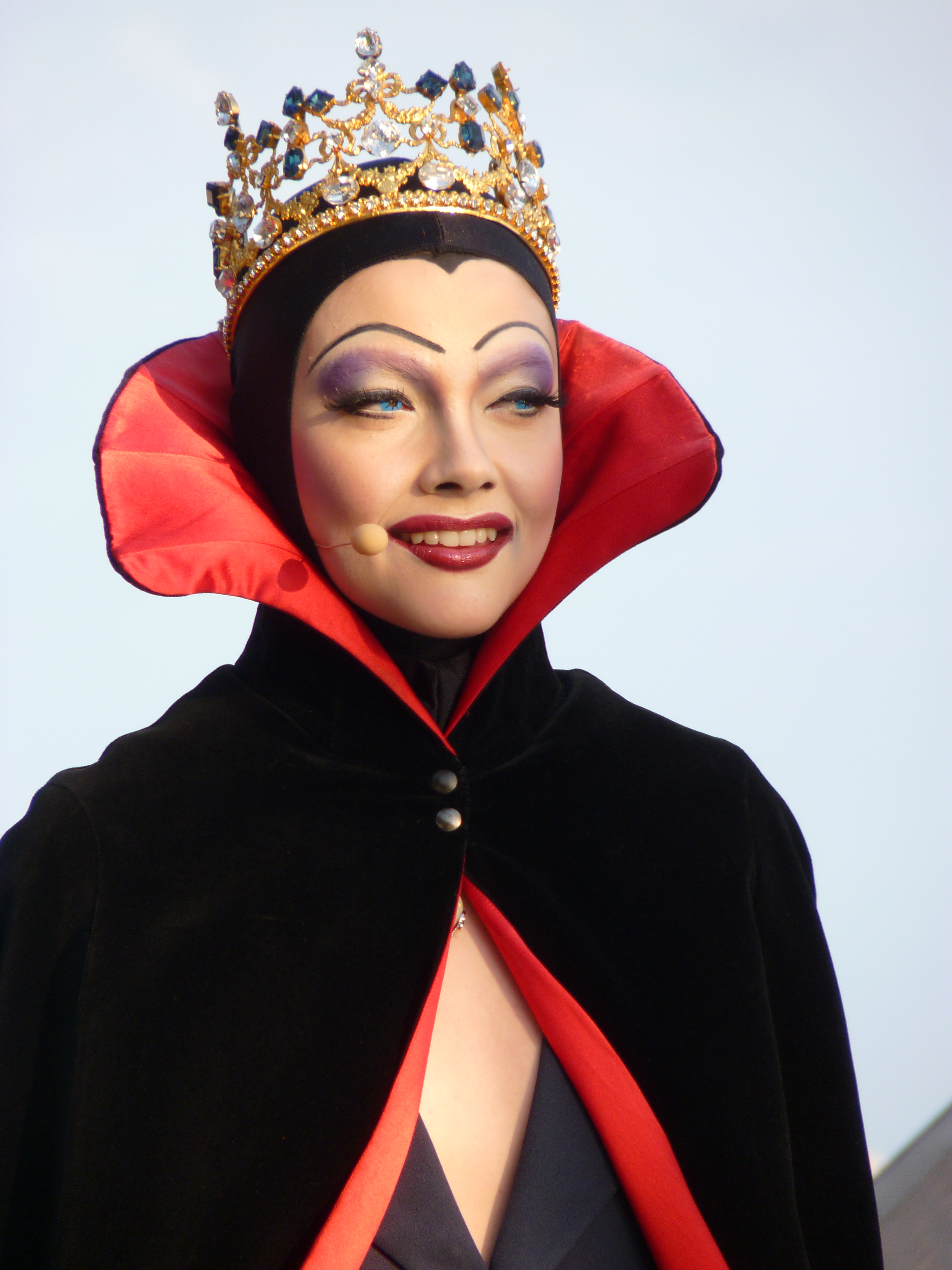
Solweig Rediger-Lizlow, en tenue de méchante reine de Blanche Neige et les Sept Nains au festival de Cannes en mai 2012

- Solveig Aareskjold, Norvégienne, autrice ;
- Sólveig Anspach, Islandaise et Américaine (1960-2015), réalisatrice ;
- Solveig Bøhle, norvégienne, autrice ;
- Solveig Dommartin, Française (1961-2007), actrice ;
- Solveig Egman-Andersson, Suédoise, née en 1942, athlète ;
- Solveig Fiske, Norvégienne, évêque de Hamar ;
- Solveig Gulbrandsen, Norvégienne, née en 1981, joueuse de Football ;
- Solveig Gundbjørg Jacobsen, Norvégienne (1913-1996), première personne née sur le continent antarctique ;
- Solveig Heilo, Norvégienne, née en 1981, membre du groupe folk Katzenjammer ;
- Solveig Krey, Norvégienne, née en 1963, première femme au monde à commander un sous-marin ;
- Solveig Kringlebotn, Norvégienne, née en 1963, artiste lyrique ;
- Solveig Mørk Hansen, Danoise, née en 1995, mannequin ;
- Sólveig Petursðottir, Islandaise, née en 1952, ancienne Présidente du parlement ;
- Solweig Rediger-Lizlow, française, née en 1991, mannequin et animatrice de télévision ;
- Solveig Sollie, Norvégienne, née en 1939, femme politique ;
- Sólveig Throndarðóttir, Islandaise, femme de lettres, spécialiste du Japon médiéval ;
- Solweig von Kleist, Allemande, née en 1954, peintre et plasticienne ;

### Personnages de fiction
- Sólveig est un personnage de la pièce de théâtre Peer Gynt du dramaturge norvégien Henrik Ibsen, mis en musique dans la suite de Peer Gynt d'Edvard Grieg ;
- Solveig Amundsen est le personnage central du roman Adán Buenosayres du romancier argentin Leopoldo Marechal.
- Solveig est le personnage principal et le narrateur du livre Icefall de Matthew J. Kirby
- Solweig est la protagoniste principale du film Les Tribulations d'une caissière.
- Solveig est un personnage secondaire de la série Thorgal, amie d'enfance d'Aaricia.
- Solveig est la protagoniste de la campagne Nordlys du jeu Battlefield 5

### Pseudonymes
- Martin Solveig est le nom d'artiste d'un musicien français.

## Fréquence
- En France, le prénom Solveig est un prénom rare, donné au milieu des années 1990 à 10 filles par an[3], principalement en Normandie où il est connu dans les milieux régionalistes[4]. Son département de prédilection est la Manche. En 2003, 35 enfants ont reçu ce prénom et 735 personnes nées en France auraient reçu ce prénom depuis le début du XXe siècle[2]. C'est un prénom qui s'accroît. En 2020, 1717 femmes portent le prénom Solveig et leur âge médian est de 20 ans. Les années record d'attribution de ce prénom furent 2013, 2016 et 2018 où 77 filles par an reçurent ce prénom[5].
- En Norvège, ce vieux prénom médiéval quasiment oublié est réapparu au XXe siècle, avec un pic vers 1935. C'est le prénom le plus attribué dans le années 1930. Il tend à y redevenir rare. Il y représente encore malgré son déclin plus de 1 % des naissances en 2007. Selon le recensement de 2008, 19 576 personnes sont prénommées Solveig.

## Dans le calendrier
- En Estonie, la fête de Solveig est le 3 septembre ;
- En Norvège, la fête de Solveig (Solveig Namnedag) est le 1er septembre[6] ;
- En Suède, le jour de Solveig est le 4 juin.